# Miriam Davenport
Miriam Davenport, född 6 juni 1915 i Boston i Massachusetts, död 13 september 1999 i Mt. Pleasant i Michigan, var en amerikansk målare och skulptör. Hon spelade en viktig roll för att hjälpa europeiska judar och intellektuella att fly från förintelsen under andra världskriget. 